# Hoffmannsspringaap
De hoffmannsspringaap (Plecturocebus hoffmannsi)  is een zoogdier uit de familie van de sakiachtigen (Pitheciidae). De wetenschappelijke naam van de soort werd voor het eerst geldig gepubliceerd door Thomas in 1908.

## Voorkomen
De soort komt voor in Brazilië.